# Синмергіта (Муреш)
Синмергіта (рум. Sânmărghita) — село у повіті Муреш в Румунії. Входить до складу комуни Синпаул.
Село розташоване на відстані 264 км на північний захід від Бухареста, 16 км на південний захід від Тиргу-Муреша, 67 км на південний схід від Клуж-Напоки, 132 км на північний захід від Брашова.

## Населення
За даними перепису населення 2002 року у селі проживали 239 осіб.
Національний склад населення села:
| Національність | Кількість осіб | Відсоток |
| -------------- | -------------- | -------- |
| румуни         | 205            | 85,8%    |
| цигани         | 26             | 10,9%    |
| угорці         | 8              | 3,3%     |

Рідною мовою назвали:
| Мова      | Кількість осіб | Відсоток |
| --------- | -------------- | -------- |
| румунська | 231            | 96,7%    |
| угорська  | 8              | 3,3%     |